# Cherona
Cherona – była niemiecka grupa pop wypromowana przez stację TV Super RTL. Ich pierwszy singiel Ching Chang Chong został wydany 24 kwietnia 2009 i osiągnął 36. miejsce w niemieckiej Top 100.

## Członkowie zespołu
- Vicky Chassioti (ur. 12 sierpnia 1991)
- David Petters (ur. 24 lipca 1986)
- Milla Chernysheva (ur. 1 grudnia 1987)
- Enrico Yakubu Bade (ur. 2 listopada 1987)

## Dyskografia
Albumy
- Sound of Cherona

Single
- Ching Chang Chong
- Rigga-Ding-Dong-Song